# Shaigal Aw Shiltan (huyện)
Shaygal wa Shiltan là một huyện thuộc tỉnh Konar, Afghanistan. Dân số thời điểm năm 1999 là -15,4 người.